# Arenosetella bidentata
Arenosetella bidentata är en kräftdjursart som beskrevs av Ito 1972. Arenosetella bidentata ingår i släktet Arenosetella och familjen Ectinosomatidae. Inga underarter finns listade i Catalogue of Life.